# Krock & Co
 (mars 2024).
Si vous disposez d'ouvrages ou d'articles de référence ou si vous connaissez des sites web de qualité traitant du thème abordé ici, merci de compléter l'article en donnant les références utiles à sa vérifiabilité et en les liant à la section « Notes et références ».
Krock & Co est le quatrième roman policier de Friedrich Glauser à mettre en scène l'inspecteur Studer. 

## Historique
Probablement écrit durant l'été 1937, ce roman paraît en feuilleton dès septembre 1937 dans Der Schweizerische Beobachter (L'Observateur suisse) sous le titre Krock & Co.
Le roman paraît sous forme de livre en 1941 aux éditions Morgarten à Zurich et Leipzig sous le titre cette fois de Wachtmeister Studers vierter Fall (La Quatrième Affaire de l'inspecteur Studer).

## Résumé
À l'occasion du mariage à Arbon de sa fille avec le gendarme Albert Guhl, l'inspecteur Studer, sa femme et quelques membres de la famille se rendent pour la journée en Appenzell, à l'hôtel du Cerf à Schwarzenstein, tenu par une camarade d'enfance de l'inspecteur. Là un cadavre est découvert, transpercé par le rayon aiguisé d'une roue de vélo...